# Martin Quistorp
Martin Quistorp (ur. 3 grudnia 1861 w Szczecinie, zm. 6 września 1929 tamże) – niemiecki przedsiębiorca i przemysłowiec działający w Szczecinie, spadkobierca majątku po swoim ojcu Johannesie.

## Życiorys
W młodym wieku został przez ojca wdrożony do pracy zarządczej w posiadanych przez niego zakładach przemysłowych. W testamencie otrzymał szczecińską cementownię, kopalnię kredy w Lubinie na wyspie Wolin, dwie cegielnie oraz zakład wytwarzający cegłę szamotową. Ponadto był posiadaczem elektrowni, zakładu wodociągowego, rzeźni, piwnic do składowania wina, przedsiębiorstwa ogrodniczego, zakładów budowlanych oraz znacznych połaci gruntów i wielu szczecińskich restauracji.

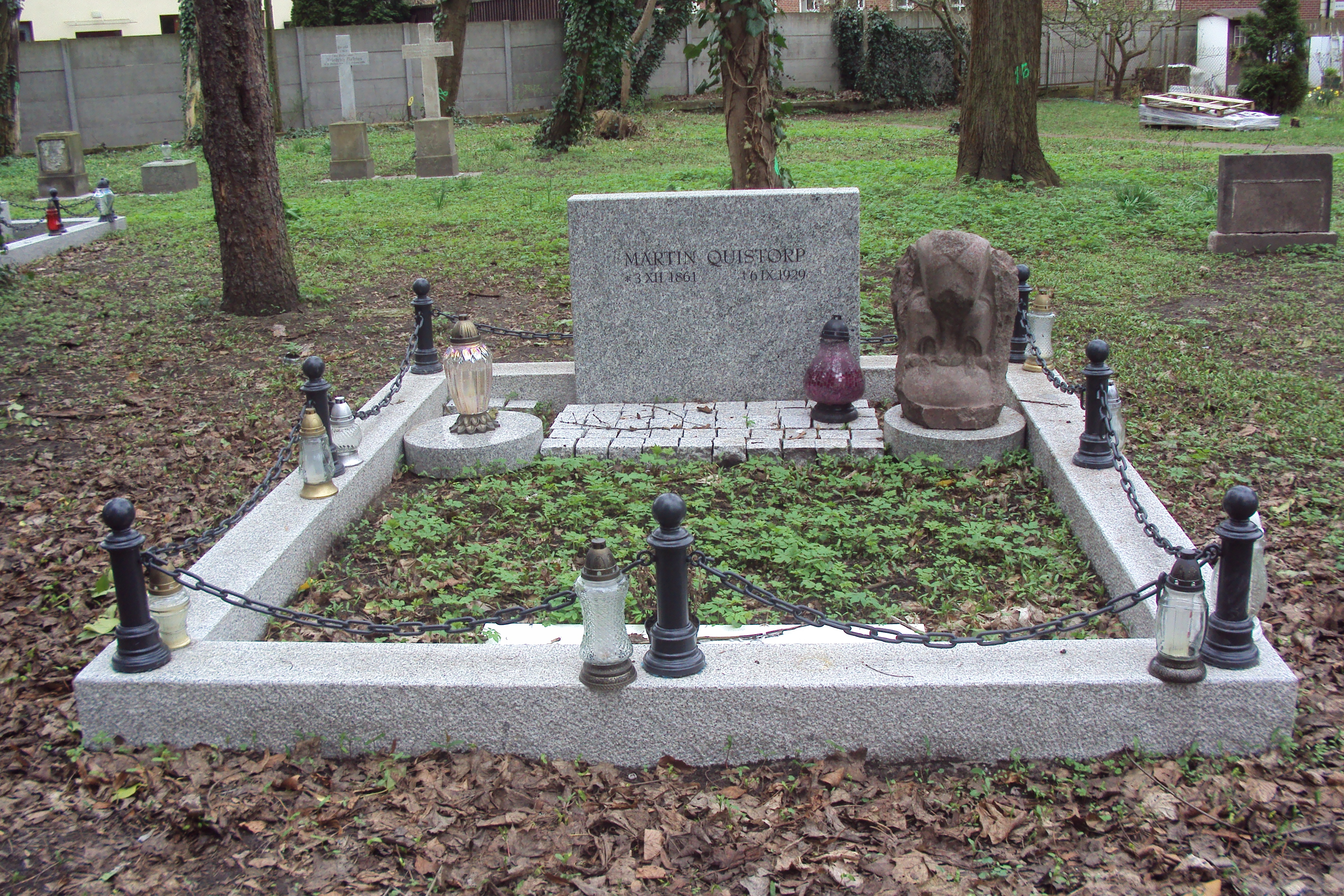
Odrestaurowany grób Martina Quistorpa na cmentarzu przy zakładzie Bethanien w Szczecinie, 2023

Podobnie jak jego ojciec nie skąpił funduszy na cele społeczne i miejskie. Na terenach zakupionych wcześniej przez Johannesa Quistorpa z jego środków powstał Park Kasprowicza (Quistorp Park). Na początku XX wieku na Wzgórzu Arkony w Lasku Arkońskim polecił wybudować upamiętniającą jego ojca 50-metrową Wieżę Quistorpa. W przedsiębiorstwach, które do niego należały prowadzono wzorową politykę socjalną, którą otoczeni byli wszyscy zatrudnieni tam pracownicy. Z jego datków utrzymywano zakład dla sierot, liceum, zlokalizowane w Lasku Arkońskim sanatorium, pensjonat dla dziewcząt, zakład dla głuchoniemych oraz dom nauczycielek. 
Martin Quistorp aktywnie uczestniczył w rozwoju Szczecina, m.in. w 1924 sprzedał urzędowi miejskiemu plac pod budowę magistratu, co zainicjowało stworzenie nowego układu architektonicznego nowej części miasta. W 1925 miasto otrzymało w darze od Quistorpa Las Arkoński (Eckerberger Wald) wraz z w wieżą widokową. 

### Śmierć
Zmarł bezżennie w wieku 69 lat na zapalenie płuc, pochowano go u boku ojca na cmentarzu przy zakładzie Bethanien.